# Nyhovet
Nyhovet (estniska: Uuemõisa, tyska: Neuenhof) är en småköping (estniska: alevik) i västra Estland. Den ligger i Hapsals stadskommun och landskapet Läänemaa, 90 km sydväst om huvudstaden Tallinn. Antalet invånare är 1 025. Nyhovet var centralort i Ridala kommun som i kommunreformen 2017 slogs samman med Hapsals stad. 
Nyhovet ligger 8 meter över havet och terrängen runt orten är mycket platt. Den ligger 2 km öster om residensstaden Hapsal och vid Hapsalvikens södra strand. Söder om småköpingen Nyhovet ligger en by med samma namn. Runt Nyhovet är det glesbefolkat, med 11 invånare per kvadratkilometer. Omgivningarna runt Nyhovet är en mosaik av jordbruksmark och naturlig växtlighet.
Nyhovet ligger i en trakt som förr beboddes av estlandssvenskar. Det estlandssvenska uttalet av orten är [ni:ho:ve] och under godset lydde bland annat Odensholm.

## Herrgården
Ortens estniska, svenska och tyska namn betyder samma sak: den nya herrgården. Den namngrundande herrgården är känd sedan 1539 då den var säte för biskopen av Ösel och Wiek. Under det svenska herraväldet i Estland på 1600-talet var herrgården i familjen De La Gardies ägo och övergick senare till den estländska grenen av släkten Stenbock. Den nuvarande byggnaden uppfördes 1833 i senklassicistiska stil med huvudbyggnad i två våningar. I en renovering på 1920-talet under Karl Burmans ledning tillkom två långa flyglar i ett plan.